# Horst Ernestus
Horst Ernestus (* 7. Oktober 1925 in Berlin; † 20. März 2023 in Wuppertal) war ein deutscher Bibliothekar, Bibliotheksdirektor, Dozent sowie Verfasser von Publikationen über das Bibliothekswesen. Er wurde unter anderem als Mitbegründer des Standardwerkes „Das Bibliothekswesen der Bundesrepublik Deutschland“ bekannt.

## Leben

### Jugend und Ausbildung
Horst Ernestus wurde in Berlin geboren und 1943 zum Wehrdienst einberufen. Er absolvierte eine Seeoffiziersausbildung bei der Marine und geriet bei Kriegsende in britische Gefangenschaft. Nach der Entlassung aus der Gefangenschaft ging er zunächst nach Hamburg, wo er Jura studieren wollte, dann aber seine Leidenschaft für Bibliotheken entdeckte. Nachdem er im Juli 1946 nach Berlin zurückgegangen war, begann er im folgenden Jahr seine Ausbildung für den gehobenen Dienst an wissenschaftlichen Bibliotheken an der damaligen Öffentlichen Wissenschaftlichen Bibliothek (heute Staatsbibliothek zu Berlin) in Ost-Berlin, die er 1948 als Diplom-Bibliothekar abschloss. Er blieb dort zunächst, was aber in Folge des Kalten Krieges mit zunehmenden Schwierigkeiten verbunden war, da er weiterhin in West-Berlin wohnte. Aus diesem Grund wechselte er 1950 an die Stadtbücherei Charlottenburg und damit in das Öffentliche Bibliothekswesen. 1951 entstanden erste Kontakte zu englischen Bibliothekaren. Ernestus war beeindruckt von der Bibliotheksarbeit in Großbritannien und begann, Vorträge über das britische Bibliothekswesen zu halten, wodurch er sich in Berlin einen Namen machte.

### Amerika-Gedenkbibliothek
1955 wechselte er zur Amerika-Gedenkbibliothek (AGB) in Berlin, um neue Formen der Bibliotheksarbeit zu erproben und englische Erfahrungen in seiner Arbeit umzusetzen, vor allem im Auskunftsdienst, der zu einem weiteren bestimmenden Thema seines beruflichen Engagements wurde. In die Zeit seiner Tätigkeit an der AGB fiel ein dreimonatiger Arbeits- und Studienaufenthalt in England, der ihn an eine Bibliothek in London führte und Kontakte zu den wichtigen Bibliotheken des Landes brachte.

### Deutscher Büchereiverband
Mit der Wiederbelegung des Deutschen Büchereiverbandes (heute: Deutscher Bibliotheksverband) wurde Horst Ernestus 1957 dessen erster hauptamtliche Geschäftsführer. 1958 wurde er nach Gründung der Arbeitsstelle für das Büchereiwesen deren stellvertretender Leiter. In die Zeit der Verbandsarbeit fiel 1961/62 eine viermonatige USA-Reise zum Studium des amerikanischen Bibliothekswesens, von der er prägende Erfahrungen mitbrachte. Bei der Gründung der Bibliothekarischen Auslandsstelle (1963), einer gemeinsamen Einrichtung der deutschen Bibliotheksverbände, die mit finanzieller Förderung zuständiger Ministerien Studienaufenthalte ausländischer Bibliothekare in Deutschland und deutscher Bibliothekare im Ausland ermöglichte. Er wurde deren erster Geschäftsführer und später auch Präsident.

### Köln und Wuppertal
1964 kehrte Ernestus „in die Praxis zurück“, wie er selbst es rückblickend beschrieb, und wurde stellvertretender Leiter der Stadtbücherei Köln. In dieser Eigenschaft wirkte er unter anderem am Ausbau des Fahrbüchereiwesens mit, bei dem Köln damals als führend galt, war an den Vorplanungen für den Bau der neuen Zentralbibliothek beteiligt sowie konzeptionell bei der Realisierung eines neuen grafischen Erscheinungsbildes der Bibliothek.
1973 wurde er zum Direktor der Stadtbibliothek Wuppertal gewählt. Hier bestand sein erstes Ziel darin, die bisherige wissenschaftliche Stadtbibliothek mit der Öffentlichen Bücherei und den bisher selbständigen Stadtteil- und Jugendbibliotheken zusammenzuführen. Eines der wichtigsten Projekte war der Aus- und Umbau der Zentralbibliothek. Ernestus setzte seine eigenen Vorstellungen von einem grafischen Erscheinungsbild als Teil einer umfassenden Öffentlichkeitsarbeit um, mit dem er die Einheit des Systems der verschiedenen Bibliotheken visualisierte. Viele seiner Werbeideen und Werbemittel wurden auch überregional übernommen, z. B. von der ekz. Unter seiner Leitung entstanden neue Dienstleistungen für die Stadt wie die Mediothek in der Volkshochschule, die gemeinsam mit der Volkshochschule und der Stadtbildstelle als Modellprojekt realisiert wurde. Die neu gegründete Kinder- und Jugendbibliothek Das Bücherschiff erhielt eine unverwechselbare Ausstattung und Atmosphäre, die überregional Beachtung fand. Durch Ausstellungen und Veranstaltungen in der Zentralbibliothek sollte die Bibliothek nach außen geöffnet und in der Stadt präsent gemacht werden. Für die Veranstaltungen konnten oft prominente Gäste gewonnen werden, so die Botschafter vieler Länder. Zu den Höhenpunkten gehörten die Besuche der Bundespräsidenten Gustav Heinemann und Walter Scheel in der Stadtbibliothek. 1990 ging Horst Ernestus in den Ruhestand.

### Veröffentlichungen und Vorträge
Aus den internationalen Erfahrungen und Kontakten entstand seine Grundkonzeption für das Buch Das Bibliothekswesen in der Bundesrepublik Deutschland, dessen erste Ausgabe (1968) er, auf Anregung der Bibliothekarischen Auslandsstelle und im Auftrag der Deutschen Forschungsgemeinschaft, gemeinsam mit Gisela von Busse schrieb und das bald zum Standardwerk auch im Rahmen der Bibliothekarausbildung wurde. 1972 erschien die englische Übersetzung, 1983 überarbeitete und aktualisierte deutsche und englische Ausgaben, nun mit Engelbert Plassmann, 1999 eine weitere Auflage „des durch Gisela von Busse und Horst Ernestus begründeten Werkes“ von Engelbert Plassmann und Jürgen Seefeldt, 2008 eine japanische Übersetzung.
Seit 1957 verfasste er Aufsätze zum deutschen und internationalen Bibliothekswesen, bei denen Schwerpunkte Großbritannien und die USA blieben. 1968 erschien der erste grundlegende Vortrag und Aufsatz zum Thema Auskunftsdienst basierend auf britischem und amerikanischem Vorbild. Bahnbrechend für die Einführung audiovisueller Medien in westdeutschen Bibliotheken war sein Beitrag „No silence“.
Von den zahlreichen internationalen Vorträgen werden in einer Würdigung besonders hervorgehoben eine vierwöchige Vortragsreise zu kanadischen und amerikanischen Bibliotheksschulen, deren Auftakt ein Vortrag an der Universität Toronto (Bertha Bassam-Lecutre in Librarianship) bildete, sowie ein Sondervortrag vor dem „New York Library Public Relation Council“.
Horst Ernestus erwarb 1993 den britischen Titel eines Fellow of the Library Association (FLA, heute CLIP, Chartered Institute for Library and Information Professionals).

### Lehrbeauftragter an der Fachhochschule Köln
Von etwa 1980 bis 1995 war Ernestus Lehrbeauftragter und Mitglied des Prüfungsausschusses für den höheren Bibliotheksdienst an der Fachhochschule für Bibliotheks- und Dokumentationswesen in Köln (bis 1982 Bibliothekar-Lehrinstitut des Landes Nordrhein-Westfalen, seit 1995 Teil der Technischen Hochschule Köln).

### Privates
Horst Ernestus war seit 1956 mit der Diplom-Bibliothekarin Ursula Ernestus geb. Huffert verheiratet. Mit ihr hatte er zwei Söhne. Als engagierter Amateurfotograf hielt Horst Ernestus Diavorträge und stellte seine Bilder auf Ausstellungen vor. Er liebte Sprachen, verfasste Texte und Gedichte in Deutsch und Englisch.

### Mitgliedschaften (Auswahl)
- Vorstand der Landesgruppe Berlin des Verein der Bibliothekare an Öffentlichen Bibliotheken (VBB)
- Mitarbeit beim KGSt-Gutachten Öffentliche Bibliothek
- Geschäftsführer des Deutschen Büchereiverbands (DBV)
- Stellvertretender Vorsitzender der Sektion I des DBV[28]
- Vorsitzender der Kommission für audiovisuelle Medien (AV-Kommission) des Deutschen Bibliotheksinstituts
- Geschäftsführer und Präsident der Bibliothekarischen Auslandsstelle
- Mitarbeit und Vorsitz beim Round Table AV-Medien der IFLA
- Mitarbeit bei der International Association of Metropolitan City Libraries (INTAMEL, heute Metropolitan Libraries Section der IFLA)
- Strukturplanungskommission Nordrhein-Westfalen
- Kuratorium des Instituts für Film und Bild in Wissenschaft und Unterricht
- Deutsche UNESCO-Kommission
- Beirat des Goethe-Institutes für Bibliothek und Medien
- Jury für den Grimme-Preis 1975 und 1978[29]
- Fachliche Organisation und Leitung des Internationalen Bibliotheks-Kolloquiums der Bertelsmann-Stiftung (1984)[30]
- Rotary Club Wuppertal (seit 1974, Präsident 1995/96)[31]

Quelle (soweit nicht anders angegeben):

## Varia
- Seine Leidenschaft für Bibliotheken soll im kalten Winter 1945/46 entstanden sein, in dem in den Wohnungen kaum Heizmaterial zur Verfügung stand und in dem ihm selbst die Tinte im Fässchen gefror. In der nahegelegenen Staats- und Universitätsbibliothek Hamburg entstand „die Vorstellung von Leuten, die es warm, haben, die täglich mit Büchern umgehen und die dafür auch noch bezahlt werden: die Bibliothekare“.[33]
- Zu unerwarteten diplomatischen Reaktionen und sogar einem Artikel darüber im Spiegel kam es, als der junge Bibliothekar Ende 1954 eine Ausstellung im Amerika-Haus über die damals 13 Orte namens Berlin in den USA organisierte. Unbeauftragt hatte er die Stadtverwaltungen angeschrieben. Die beste Antwort kam aus Berlin (Connecticut) (damals 5250 Einwohner). Durch einen Übersetzungsfehler auf amerikanischer Seite wurden 80 Kisten Ausstellungsmaterial avisiert, die von Washington auf dem diplomatischen Dienstweg nach Berlin zu schaffen waren – tatsächlich waren es 80 Ausstellungsstücke.[34]
- Beim ersten gemeinsamen Bibliothekskongress aller Verbände und Vereine in Berlin 1956 referierte S. R. Ranganathan über seine „fünf Gesetze der Bibliothekswissenschaft“. Dass Horst Ernestus, der sich als Übersetzer gemeldet hatte, bei der Rede ohne Manuskript trotz des starken indischen Akzentes des Vortragenden die fließende Übersetzung gelang, fand damals Beachtung.[35]
- Als Bibliotheksdirektor in Wuppertal stand er in regelmäßigem Kontakt mit dem Bibliotheksausschuss des Stadtrates unter Leitung des damaligen Wissenschaftsministers Johannes Rau, der nach seinem Wechsel vom Wuppertaler Oberbürgermeister- ins Ministeramt noch bis 1978 im Stadtverordneter in Wuppertal blieb.

## Veröffentlichungen

### Monographien
- (mit Gisela von Busse) Das Bibliothekswesen in der Bundesrepublik Deutschland: Eine Einführung. Wiesbaden: Harrassowitz 1968
- Developing public library services: a German outlook. Toronto: University of Toronto School of Library Science Alumni Association 1969. (The Bertha Bassam Lecture in Librarianship; 2)
- (mit Gisela von Busse) Libraries in the Federal Republic of Germany. Revised and enlarged English edition. Wiesbaden: Harrassowitz 1972
- Öffentlichkeitsarbeit und graphisches Erscheinungsbild der Stadtbibliothek Wuppertal. Berlin: Deutscher Bibliotheksverband 1975 (Bibliotheksdienst: Beiheft 110)
- (Mitarbeit) Audiovisuelle Medien in der Öffentlichen Bibliothek. Erarbeitet von der Kommission für audiovisuelle Medien der Arbeitsstelle für das Bibliothekswesen der Deutschen Bibliotheksverbände. Berlin: Deutscher Bibliotheksverband 1976 (AfB-Materialien 16)
- (Hrsg.) Bibliotheken in Nordrhein-Westfalen. 1. Auflage. Köln 1979, 2. vollständig überarbeitete Aufl. 1992
- (mit Engelbert Plassmann) Das Bibliothekswesen der Bundesrepublik Deutschland. 2., vollständig neubearbeitete und erweiterte Auflage des von Gisela von Busse und Horst Ernestus begründeten Werkes. Wiesbaden: Harrassowitz 1983
- (mit Engelbert Plassmann) Libraries in the Federal Republic of Germany. Translated by John S. Andrews. 2., fully revised and enlarged edition of the work by Gisela von Busse and Horst Ernestus. Wiesbaden: Harrassowitz 1983
- (Hrsg., mit Hans-Dieter Weger) Öffentliche Bibliotheken heute und morgen – neue Ansätze für Zielsetzungen und Management. Internationales Bibliotheks-Kolloquium der Bertelsmann Stiftung. Gütersloh: Verlag Bertelsmann-Stiftung 1985
- (Hrsg., mit Hans-Dieter Weger) Bertelsmann Foundation Colloquium: Public libraries today and tomorrow. Approaches to their goals and management. Boston Spa, Wetherby, West Yorkshire: British Library Research and Development Dept, Wolfeboro, N.H., USA: Longwood Publishing Group 1986
- (Engelbert Plassmann, Jürgen Seefeldt, Gisela von Busse, Horst Ernestus) Das Bibliothekswesen der Bundesrepublik Deutschland. Ein Handbuch. 3., völlig neubearbeite Auflage. des durch Gisela von Busse und Horst Ernestus begründeten Werkes. Wiesbaden: Harrassowitz 1999
- (Hrsg., mit Hans-Dieter Weger) Bibliotecas públicas, hoy y manana. nuevos planteamientos de objektivos y questión. Coloquio international organizado por la Fundación Bertelsmann. Trad. del alemán Manuel Carrión Gútiez. Salamanca: Fundación Germán Sánchez Ruipérez, 1987. (Biblioteca del libro. Ser. minor)
- (Gisela von Busse, Horst Ernestus, Engelbert Plassmann, Jürgen Seefeldt, Masami Tsuzuki, Tadashi Takenouchi, Kazuyoshi Watanabe, Jun Itō, Hidenori Sasaki) ドイツの図書館: 過去現在未来 (Doitsu no toshokan: Kako genzai mirai). Tōkyō 2008

### Aufsätze und Beiträge (Auswahl)
- The American Memorial Library. Reprinted from the Library Association Record, vol. 59, no. 6, June 1957.
- A study centre for public libraries: West Germany's „Arbeitsstelle für das Büchereiwesen“ in Berlin. o. O. 1960
- Die Bibliothekarische Auslandsstelle. In: Libri 15 (1965) S. 373–377.
- Western Germany (The international public library science 2). In: Proceedings. Library Association 1965, S. 9–15.
- Treffpunkt Mecheln. In: BuB 18 (1966), S. 234–235.
- Sheffield, Wakefield, Hatfield. Mini-Report über eine Englandreise deutscher Bibliothekare. In: Die neue Bücherei 1967, S. 1–6.
- Auf dem Wege zum Auskunftsdienst. In: Die Öffentliche Bibliothek (Wilhelm Schmitz-Veltin zum 60. Geburtstag), zusammengestellt von Franz Rakowski. Berlin: Deutscher Büchereiverband 1968, S. 91–108.
- Internationale Standardisierung der Bibliotheksstatistiken. In: Bibliotheksdienst 1968, S. 7–8.
- German library education. In: IPLO quarterly 2 (1969), S. 7–13.
- Patterns and plans. Organized library cooperation in tne Federal Republic of Germany. In: Missouri Library Association quarterly 30 (1969), S. 274–281.
- No Silence. Die Herausforderung durch die neuen Medien. In: Zukunftsaufgaben Öffentlicher Bibliotheken. Festschrift zum 125-jährigen Bestehen der Stadtbücherei Frankfurt am Main. Zusammengestellt von Hans Joachim Vogt. Berlin Deutscher Büchereiverband 1970, S. 109–128. In: Audio-vlsuelle Medien in der Bibliothek. Berlin: Deutscher Büchereiverband 1971 (Bibliotheksdienst: Beiheft 63), S. 5–35.
- Über das Buch hinaus. Die Fortführung der Bibliotheksarbeit mit anderen Medien. In: öffentliche Bibliothek heute (Rudolf Joerden zum 70. Geburtstag), hrsg. von Hansjörg Süberkrüb. Berlin: Deutscher Büchereiverband 1971, S. 37–49.
- Von der Bibliothek zur Mediothek. In: Medienzentren im Bildungssystem. Braunschweig: Westermann. 1971 (Theorie und Praxis der Erwachsenenbildung 89), S. 50–75.
- Auskunftsdienst. Standards und Realisierung. In: Informationszentrum Öffentliche Bibliothek II. Berlin: Deutscher Bibliotheksverband 1973 (Bibliotheksdienst: Beiheft 89/90), S. 75–79.
- Einsatz von AV-Medien in Bibliotheken. In: AV-Medien in Bibliotheken, Schulen und außerschulischer Bildungseinrichtungen. Berlin: Deutscher Bibliotheksverband 1973 (Bibliotheksdienst: Beiheft 94), S. 21–29.
- Public Libraries in the Federal Republic of Germany. In: Encyclopedia of library and Information Science 9 (1973), S. 445–467.
- Audio-visuelle Medien in öffentlichen Bibiiotneken. In: Bibliothekarische Kooperation, hrsg. von Paul Kaegbein. Frankfurt an Main: Klostermann 1974. (Zeitschrift für Bibliothekswesen und Bibliographie Sonderheft, 18), S. 201–205.
- Ausgangspunkt öffentliche Bibliothek. Neue Dienste, neue Medien, neue Zentren. In: Plädoyers für eine neue Kulturpolitik. Hrsg. von Olaf Schmocke. München: Hanser. 1974, S. 204–210.
- Konzeption einer Zentralbibliothek für Chicago. Lowell A. Martins Planungsstudie „Library response to urban change“. In: Bau und Planung grosstädtischer Zentralbibliotheken. 1974.
- Wuppertal, Stichwort: Kooperation. In: BuB 27 (1975) S. 1116–1118.
- Education, culture and the city. New approaches. A paper given at the 3. European Library Summer Seminar „Libraries and éducation permanente“ held at Liverpool 4–12 September 1975. Fachhochschule für Bibliothekswesen 1975.
- Blick nach draußen. Über einige englischsprachige Fachzeitschriften. In: Bibliothek ’76 international. Eine Freundesgabe für Werner Mevissen. Bremen 1976, S. 58–64.
- (mit Hermann Beddig und Volker Otto) Medien für die Weiterbildung. Empfehlungen zur Zusammenarbeit von Öffentlicher Bibliothek, Bildstelle und Volkshochschule. In: BuB 28 (1976) S. 492–500.
- 125 Jahre Stadtbibliothek Wuppertal. In: BuB 29 (1977) S. 686–690.
- Zum Beispiel: METRO, New Yorks Metropolitan Reference and Research Library Agency. In: Bibliothekswelt und Kulturgeschichte. Eine Internationale Festgabe für Joachim Wieder zum 65. Geburtstag. Hrsg. von Peter Schweigler. München: Verlag Dokumentation 1977, S. 241–247.
- AV-Medien in öffentlichen Bibliotheken. In: FWU Institut für Film und Bild in Wissenschaft und Unterricht (Hrsg.): Kulturpolitischer und pädagogischer Auftrag der Bildstellen/Medienzentren (5. Bundeskongreß der Bildstellen/Medienzentren der Länder und Kommunen 1980). Grünwald 1980, S. 82–83.
- (mit Dieter Stäglich) Stadtbibliothek und Hochschulbibliothek. In: DFW, Dokumentation, Information 28 (1980), Sonderheft, S. 55.
- Stadtbibliothek Wuppertal. Ein Bibliothekssystem und seine Konzeption. In: DFW, Dokumentation, Information 28 (1980), Sonderheft, S. 39–40.
- Stadtbibliothek Wuppertal. Öffentlichkeitsarbeit und grafisches Erscheinungsbild. In: DFW, Dokumentation, Information 28 (1980), Sonderheft, S. 52–53.
- Möglichkeiten praktischer Kooperation – eine Checkliste. In: BuB 33 (1981) S. 667–668.
- Stadtbibliothek Wuppertal. Zielgruppenansprache für Kinder und ausländische Mitbürger. In: BuB 33 (1981) S. 468–470.
- The German experience. A case study in library promotion. In: ap Aslib Proceedings 1981
- (mit Franz Rakowski) INTAMEL-Konferenz 1981 in Budapest. In: Bibliotheksdienst 1982, S. 40–43.
- Bergische Bibliothekskonferenz. In: Mitteilungsblatt. N.F. 33 (1983) S. 143–144.
- Öffentliche Bibliotheken. In: Enzyklopädie Erziehungswissenschaft. Band XI: Erwachsenenbildung. 1984, S. 356–358.
- Willkommen in Bord. Das „Bücherschiff“ der Stadtbibliothek Wuppertal. In: BuB 36 (1984), S. 857–861.
- Public Relations im Kontext. In: Öffentliche Bibliotheken heute und morgen – neue Ansätze für Zielsetzungen und Management. Hrsg. von Horst Ernestus. Gütersloh: Verlag Bertelsmann-Stiftung 1985, S. 227–233.
- Annahme, Anspruch und Wirklichkeit. Die Bibliotheksverbände der USA und Großbritanniens. Ein Beitrag zur Diskussion in der Bundesrepublik. In: BuB 38 (1986) S. 928–938.
- L'Image à Paris. INTAMEL-Tagung 1987. In: BuB 39 (1987), S. 1002–1004.
- INTAMEL in Deutschland, INTAMEL-Tagung in Hannover und Hamburg. In: BuB 42(1990)10/11, S. 862–863.

Allein die nicht ganz vollständige Bibliographie von Jung/Konze listet 66 Aufsätze und Beiträge sowie 5 Sammel- und 6 Einzelrezensionen auf.